# Осада (Мазовецьке воєводство)
Оса́да (пол. Osada) — село в Польщі, у гміні Гостинін Ґостинінського повіту Мазовецького воєводства.
Населення — 86 осіб (2011).
У 1975—1998 роках село належало до Плоцького воєводства.

## Демографія
Демографічна структура станом на 31 березня 2011 року:
|          | Загалом | Допрацездатний вік | Працездатний вік | Постпрацездатний вік |
| -------- | ------- | ------------------ | ---------------- | -------------------- |
| Чоловіки | 44      | 6                  | 32               | 6                    |
| Жінки    | 42      | 5                  | 25               | 12                   |
| Разом    | 86      | 11                 | 57               | 18                   |